# وين تين
وين تين هو كاتب سير ذاتية وصحفي وسياسي ميانماري، ولد في 12 مارس 1930 في بلدة جيوبينغاوك في ميانمار، وتوفي في 21 أبريل 2014 في يانغون في ميانمار بسبب قصور كلوي. نشط حزبياً في الرابطة الوطنية من أجل الديموقراطية.